# Lauenburg en Bütow

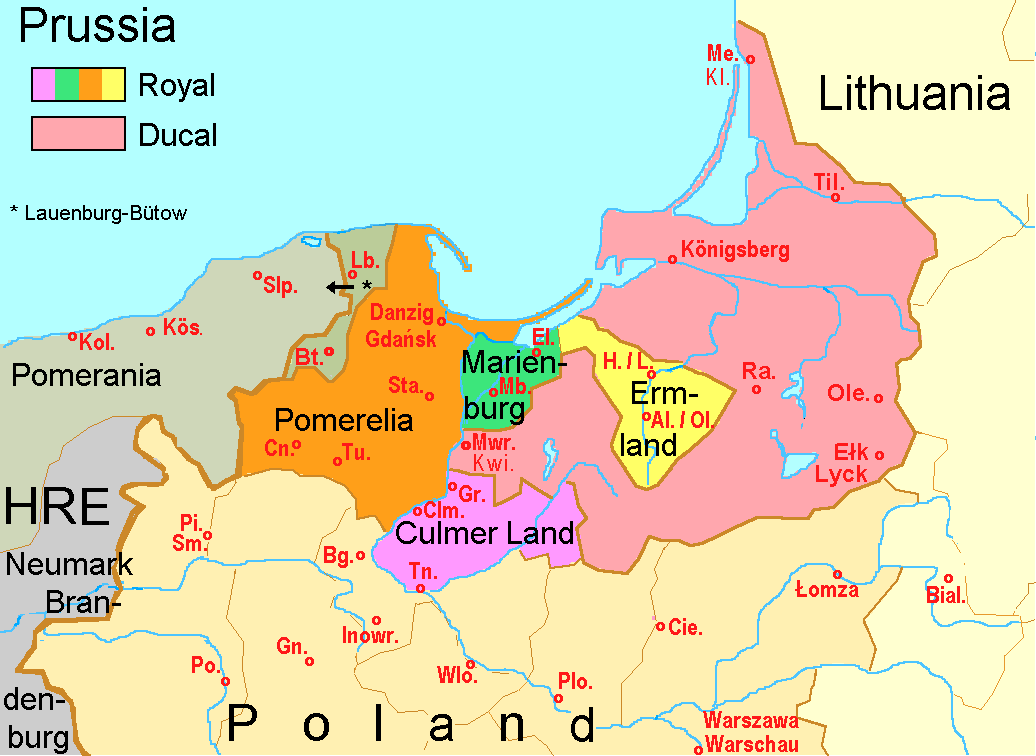
De Pommerelse districten Lauenburg en Bütow (Lb. en Bt) in 1526

Lauenburg en Bütow (Duits:  Länder of Lande Lauenburg und Bütow, Kasjoebisch: Lãbòrskò-bëtowskô Zemia, Pools: Ziemia lęborsko-bytowska) vormden een historische streek in het oosten van Pommeren. Het gebied werd gevormd uit de districten rondom de steden Lauenburg (nu Lębork) en Bütow (nu Bytów) en lag in het westen van Pommerellen. Heden behoort het gebied tot de woiwodschap Pommeren.
Het gebied behoorde in de vroege middeleeuwen tot het nederzettingsgebied van de Pomoranen. Het gebied Lauenburg heette eerst Land Belgard naar de burcht van Belgard an der Leba en viel onder het hertogdom Pommerellen dat bestuurd werd door de Samboriden. Het gebied van het latere Bütow behoorde tot het hertogdom Schlawe-Stolp dat door de Ratiboriden bestuurd werd. Na het uitsterven van deze familie in 1227 kwam het land toe aan de Samboriden. 